# معركة الشيخ مسكين (2015–16)
كانت معركة الشيخ مسكين الثانية هجوم من قبل الجيش السوري للسيطرة على بلدة الشيخ مسكين في محافظة درعا وتأمين طريق درعا دمشق. في وقت مبكر 27 ديسمبر، شن اللواء 15 والفرقة المدرعة الخامسة للجيش السوري العملية للسيطرة على الشيخ مسكين، بمهاجمة الجوانب الشمالية والشرقية لها. خلال اليومين التاليين، أجرت القوات الجوية الروسية ما يزيد على 80 من الضربات الجوية على البلدة. في 29 ديسمبر، سيطر الجيش على قاعدة اللواء 82 العسكرية، على مشارف الشيخ مسكين، فضلاً عن الجزء الشمالي من البلدة نفسها. ثم فقدت القوات الحكومة مؤقتاً القاعدة بسبب سوء الأحوال الجوية، لكنها استعادت السيطرة عليها مرة أخرى أثناء الليل. في اليوم التالي، واصلت القوات الحكومية محاولاتها الرامية إلى السيطرة الكاملة على الشيخ مسكين وسيطرت على الجزء الشرقي من البلدة. وقد جعلهم هذا مسيطرون على نصف الشيخ مسكين. وقد وصلوا إلى الساحة الرئيسية للبلدة، وكذلك المسجد العمري (شمال وسط البلدة)، في حين أصدر المعارضين نداء استغاثة من أجل التعزيزات. وقد ساندت 15 ضربة جوية روسية أخرى تقدمات الجيش.
تحققت محاولات أخرى للتقدم من قبل الجيش بين 2 و4 يناير، حيث استهدفت البلدة 43 ضربة جوية روسية أخرى.
في 5 يناير، شن المعارضين هجومًا مضادًا باتجاه قاعدة اللواء 82. في الوقت نفسه، ظل اللواء 15، مدعومًا بوحدات قوات الدفاع الوطني، يبذل محاولات للتقدم إلى تل حمد، غرب البلدة، لكنها باءت بالفشل. عند تلك اللحظة، كان الجيش مسيطرًا على 55–60% من الشيخ مسكين.
في المساء، توقف الهجوم المضاد للمعارضة. في اليوم التالي، جدد المعارضين هجومهم المضاد واقتحموا المحيط الجنوبي لمقر اللواء 82. ومع ذلك، في نهاية المطاف، فشل هذا الهجوم الثاني أيضًا. أجرت القوات الجوية الروسية 12 ضربة جوية طوال اليوم.
في صباح يوم 8 يناير، شُن هجوم ثالث غير ناجح للمعارضة، على أسوار مرفق الإسكان للواء 82. وعُرقل المقاتلين المعارضين من جراء سوء الأحوال الجوية، والمقاومة الشرسة والضربات الجوية الروسية. وأكدت مصادر المعارضة أنه منذ بداية معركة الشيخ مسكين فقد تعرض المعارضين ”لخسائر مادية وبشرية كبرى”، ولكن ذكرت أنهم لا يزالون يعدون لبذل محاولات جديدة لاستعادة القاعدة.
تم إجراء 33 ضربة جوية ضد الشيخ مسكين، بين 9 و10 يناير.
في 11 يناير، سيطرت القوات الحكومية على ما مجموعه 17 مبنى في الجزء الجنوبي من المدينة وبعد ذلك بيومين، 35 مبنى آخر، وبذلك استولى على الجزء الجنوبي من البلدة، مما جعلهم يسيطرون على 80 في المئة من الشيخ مسكين.